# Eleccions legislatives luxemburgueses de 1922
Les eleccions legislatives luxemburgueses de 1922 se celebraren el 28 de maig de 1922, per a renovar els 25 membres de la Cambra de Diputats de Luxemburg. El més votat fou el Partit de la Dreta, i fou nomenat primer ministre el seu cap, Émile Reuter.

## Resultats
| ← Eleccions legislatives luxemburgueses, 1922 → |                               |   |            |        |            |
| Partit                                          | Partit                        | % | Diferència | Escons | Diferència |
|                                                 | Partit de la Dreta            |   |            | 12     |            |
|                                                 | Lliga Liberal de Luxemburg    |   |            | 6      |            |
|                                                 | Partit Nacional Independent   |   |            | 4      |            |
|                                                 | Partit Socialista             |   |            | 3      |            |
|                                                 | Partit Comunista de Luxemburg |   |            | 0      |            |
|                                                 | Altres                        |   |            | 0      |            |
| Total                                           | Total                         |   |            | 25     | —          |
|                                                 |                               |   |            |        |            |